# Haillicourt
Haillicourt är en kommun i departementet Pas-de-Calais i regionen Hauts-de-France i norra Frankrike. Kommunen ligger i kantonen Barlin som tillhör arrondissementet Béthune. År 2022 hade Haillicourt 4 974 invånare.

## Befolkningsutveckling
Antalet invånare i kommunen Haillicourt
| Referens: INSEE |